# Liste der Nummer-eins-Hits in Italien (2001)
Diese Liste der Nummer-eins-Hits basiert auf den offiziellen Chartlisten der Federazione Industria Musicale Italiana (FIMI), der italienischen Landesgruppe der IFPI, im Jahr 2001. Berücksichtigt werden die Album- und Singlecharts.

## Singles
| ← 2000 ← | Liste der Nummer-eins-Hits in Italien | Liste der Nummer-eins-Hits in Italien | Liste der Nummer-eins-Hits in Italien                                                               | 2002 → |
| \| Zeitraum \| Wo. ges. \| Interpret \| Titel Autor(en) \| Zusätzliche Informationen \| \| (Zeitraum, Wochen auf Platz eins, Interpret, Titel, Autor[en], zusätzliche Informationen) \| \| \| \| \| \| ----------------------------------------------------------------------------------------- \| -------- \| ------------------------------- \| --------------------------------------------------------------------------------------------------- \| ---------------------------------------------------------------------------------------------------------------------------------------------------------------------------------------------------------------------------------------- \| \| 15. Dezember 2000 – 11. Januar 2001 4 Wochen (insgesamt 7) \| 7 \| Shivaree \| Goodnight Moon Ambrosia Parsley, Duke McVinnie \| Nur in Italien konnte die Alternative-Band mit ihrer Debütsingle bis an die Spitze der Charts klettern. \| \| 12. Januar 2001 – 18. Januar 2001 1 Woche \| 1 \| Jennifer Lopez \| Love Don’t Cost a Thing Damon Sharpe, Greg Lawson, Georgette Franklin, Jeremy Monroe, Amille Harris \| Die Puertoricanerin erreichte erstmals die Nummer eins in Italien. \| \| 19. Januar 2001 – 25. Januar 2001 1 Woche \| 1 \| Tricarico \| Io sono Francesco Francesco Tricarico \| Für den Sänger aus Mailand war schon die Debütsingle ein Nummer-eins-Hit; aufgrund von Schimpfwörtern wurde das Lied allerdings von einigen Radiosendern zensiert.[1] \| \| 26. Januar 2001 – 1. Februar 2001 1 Woche \| 1 \| U2 \| Stuck in a Moment You Can’t Get Out Of U2 \| – \| \| 2. Februar 2001 – 22. Februar 2001 3 Wochen (insgesamt 7) \| 7 \| Shivaree \| Goodnight Moon Ambrosia Parsley, Duke McVinnie \| – \| \| 23. Februar 2001 – 1. März 2001 1 Woche \| 1 \| Eminem feat. Dido \| Stan Marshall Mathers, Dido Armstrong, Paul Harmon \| Für beide Beteiligte war das Lied der erste Nummer-eins-Hit in Italien. \| \| 2. März 2001 – 29. März 2001 4 Wochen \| 4 \| Elisa \| Luce (tramonti a Nord Est) Elisa Toffoli, Adelmo Fornaciari \| Mit diesem Lied gewann die Sängerin aus Triest das Sanremo-Festival 2001 und landete anschließend ihren ersten Nummer-eins-Hit. \| \| 30. März 2001 – 19. April 2001 3 Wochen (insgesamt 4) \| 4 \| Lollipop \| Down Down Down Sabrina Pistone \| Im Laufe der ersten italienischen Ausgabe von Popstars auf Italia 1 wurde die Girlgroup Lollipop gecastet. Mit ihrer ersten Single gelang dieser der Sprung an die Chartspitze. \| \| 20. April 2001 – 26. April 2001 1 Woche \| 1 \| Depeche Mode \| Dream On Martin Gore \| – \| \| 27. April 2001 – 3. Mai 2001 1 Woche (insgesamt 4) \| 4 \| Lollipop \| Down Down Down Sabrina Pistone \| – \| \| 4. Mai 2001 – 10. Mai 2001 1 Woche (insgesamt 7) \| 7 \| Geri Halliwell \| It’s Raining Men Paul Jabara, Paul Shaffer \| Mit einem Weather-Girls-Cover gelang dem Spice Girl der erste Nummer-eins-Erfolg in Italien. \| \| 11. Mai 2001 – 17. Mai 2001 1 Woche \| 1 \| Manu Chao \| Me gustas tú Manu Chao \| Der Franzose landete einen der Sommerhits des Jahres. \| \| 18. Mai 2001 – 24. Mai 2001 1 Woche \| 1 \| Gorillaz \| Clint Eastwood Damon Albarn \| Die Debütsingle der britischen Band war weltweit erfolgreich; die Hommage an Clint Eastwood greift insbesondere die Filmmusik von Zwei glorreiche Halunken des italienischen Komponisten Ennio Morricone auf. \| \| 25. Mai 2001 – 5. Juli 2001 6 Wochen (insgesamt 7) \| 7 \| Geri Halliwell \| It’s Raining Men Paul Jabara, Paul Shaffer \| – \| \| 6. Juli 2001 – 12. Juli 2001 1 Woche \| 1 \| Raf \| Infinito Raffaele Riefoli \| Für den Sänger ist es der dritte Nummer-eins-Hit. \| \| 13. Juli 2001 – 19. Juli 2001 1 Woche \| 1 \| Zucchero \| Baila (Sexy Thing) Adelmo Fornaciari, Robyx Zanetti, Sarah Eden Davi \| Erstmals in seiner 30-jährigen Karriere gelang dem Musiker der Sprung an die Chartspitze. \| \| 20. Juli 2001 – 6. September 2001 7 Wochen \| 7 \| Valeria Rossi \| Tre parole Liliana Richter, Valeria Rossi, Francesco Cabras \| Mit ihrer ersten Single gelang der Newcomerin ein unerwarteter Sommerhit, den sie vor allem den Radios zu verdanken hatte. Bei der Vorauswahl für die Newcomer-Kategorie des Sanremo-Festivals 2001 war das Lied abgelehnt worden.[2] \| \| 7. September 2001 – 4. Oktober 2001 4 Wochen \| 4 \| Tiziano Ferro \| Xdono Tiziano Ferro \| Ein weiterer Newcomer erreichte die Chartspitze, das Lied wurde im Jahr darauf auch im Rest Europas populär. \| \| 5. Oktober 2001 – 13. Dezember 2001 10 Wochen \| 10 \| Kylie Minogue \| Can’t Get You Out of My Head Cathy Dennis, Rob Davis \| Die Australierin konnte nach einer längeren Abwesenheit wieder weltweit Erfolge feiern, nicht nur in Italien war das Lied das erfolgreichste des Jahres. \| \| 14. Dezember 2001 – 20. Dezember 2001 1 Woche (insgesamt 3) \| 3 \| Robbie Williams & Nicole Kidman \| Somethin’ Stupid C. Carson Parks \| Mit einem Cover des ursprünglich von Frank und Nancy Sinatra bekannt gemachten Liedes gelangte der britische Sänger erstmals an die Spitze der italienischen Charts. Für die Schauspielerin Kidman war es der erste Erfolg als Sängerin. \| \| 21. Dezember 2001 – 3. Januar 2002 2 Wochen \| 2 \| Anastacia \| Paid My Dues Greg Lawson, Damon Sharpe, LaMenga Kafi, Anastacia \| Für die US-amerikanische Sängerin ist es der erste Nummer-eins-Hit in Italien. \| |                                       |                                       | | |
| ← 2000 |                                       |                                       | | → 2002 → |
| Zeitraum | Wo. ges.                              | Interpret                             | Titel Autor(en)                                                                                     | Zusätzliche Informationen |
| (Zeitraum, Wochen auf Platz eins, Interpret, Titel, Autor[en], zusätzliche Informationen) |                                       |                                       | | |
| 15. Dezember 2000 – 11. Januar 2001 4 Wochen (insgesamt 7) | 7                                     | Shivaree                              | Goodnight Moon Ambrosia Parsley, Duke McVinnie                                                      | Nur in Italien konnte die Alternative-Band mit ihrer Debütsingle bis an die Spitze der Charts klettern. |
| 12. Januar 2001 – 18. Januar 2001 1 Woche | 1                                     | Jennifer Lopez                        | Love Don’t Cost a Thing Damon Sharpe, Greg Lawson, Georgette Franklin, Jeremy Monroe, Amille Harris | Die Puertoricanerin erreichte erstmals die Nummer eins in Italien. |
| 19. Januar 2001 – 25. Januar 2001 1 Woche | 1                                     | Tricarico                             | Io sono Francesco Francesco Tricarico                                                               | Für den Sänger aus Mailand war schon die Debütsingle ein Nummer-eins-Hit; aufgrund von Schimpfwörtern wurde das Lied allerdings von einigen Radiosendern zensiert.                                                                       |
| 26. Januar 2001 – 1. Februar 2001 1 Woche | 1                                     | U2                                    | Stuck in a Moment You Can’t Get Out Of U2                                                           | – |
| 2. Februar 2001 – 22. Februar 2001 3 Wochen (insgesamt 7) | 7                                     | Shivaree                              | Goodnight Moon Ambrosia Parsley, Duke McVinnie                                                      | – |
| 23. Februar 2001 – 1. März 2001 1 Woche | 1                                     | Eminem feat. Dido                     | Stan Marshall Mathers, Dido Armstrong, Paul Harmon                                                  | Für beide Beteiligte war das Lied der erste Nummer-eins-Hit in Italien. |
| 2. März 2001 – 29. März 2001 4 Wochen | 4                                     | Elisa                                 | Luce (tramonti a Nord Est) Elisa Toffoli, Adelmo Fornaciari                                         | Mit diesem Lied gewann die Sängerin aus Triest das Sanremo-Festival 2001 und landete anschließend ihren ersten Nummer-eins-Hit. |
| 30. März 2001 – 19. April 2001 3 Wochen (insgesamt 4) | 4                                     | Lollipop                              | Down Down Down Sabrina Pistone                                                                      | Im Laufe der ersten italienischen Ausgabe von Popstars auf Italia 1 wurde die Girlgroup Lollipop gecastet. Mit ihrer ersten Single gelang dieser der Sprung an die Chartspitze.                                                          |
| 20. April 2001 – 26. April 2001 1 Woche | 1                                     | Depeche Mode                          | Dream On Martin Gore                                                                                | – |
| 27. April 2001 – 3. Mai 2001 1 Woche (insgesamt 4) | 4                                     | Lollipop                              | Down Down Down Sabrina Pistone                                                                      | – |
| 4. Mai 2001 – 10. Mai 2001 1 Woche (insgesamt 7) | 7                                     | Geri Halliwell                        | It’s Raining Men Paul Jabara, Paul Shaffer                                                          | Mit einem Weather-Girls-Cover gelang dem Spice Girl der erste Nummer-eins-Erfolg in Italien. |
| 11. Mai 2001 – 17. Mai 2001 1 Woche | 1                                     | Manu Chao                             | Me gustas tú Manu Chao                                                                              | Der Franzose landete einen der Sommerhits des Jahres. |
| 18. Mai 2001 – 24. Mai 2001 1 Woche | 1                                     | Gorillaz                              | Clint Eastwood Damon Albarn                                                                         | Die Debütsingle der britischen Band war weltweit erfolgreich; die Hommage an Clint Eastwood greift insbesondere die Filmmusik von Zwei glorreiche Halunken des italienischen Komponisten Ennio Morricone auf.                            |
| 25. Mai 2001 – 5. Juli 2001 6 Wochen (insgesamt 7) | 7                                     | Geri Halliwell                        | It’s Raining Men Paul Jabara, Paul Shaffer                                                          | – |
| 6. Juli 2001 – 12. Juli 2001 1 Woche | 1                                     | Raf                                   | Infinito Raffaele Riefoli                                                                           | Für den Sänger ist es der dritte Nummer-eins-Hit. |
| 13. Juli 2001 – 19. Juli 2001 1 Woche | 1                                     | Zucchero                              | Baila (Sexy Thing) Adelmo Fornaciari, Robyx Zanetti, Sarah Eden Davi                                | Erstmals in seiner 30-jährigen Karriere gelang dem Musiker der Sprung an die Chartspitze. |
| 20. Juli 2001 – 6. September 2001 7 Wochen | 7                                     | Valeria Rossi                         | Tre parole Liliana Richter, Valeria Rossi, Francesco Cabras                                         | Mit ihrer ersten Single gelang der Newcomerin ein unerwarteter Sommerhit, den sie vor allem den Radios zu verdanken hatte. Bei der Vorauswahl für die Newcomer-Kategorie des Sanremo-Festivals 2001 war das Lied abgelehnt worden.       |
| 7. September 2001 – 4. Oktober 2001 4 Wochen | 4                                     | Tiziano Ferro                         | Xdono Tiziano Ferro                                                                                 | Ein weiterer Newcomer erreichte die Chartspitze, das Lied wurde im Jahr darauf auch im Rest Europas populär. |
| 5. Oktober 2001 – 13. Dezember 2001 10 Wochen | 10                                    | Kylie Minogue                         | Can’t Get You Out of My Head Cathy Dennis, Rob Davis                                                | Die Australierin konnte nach einer längeren Abwesenheit wieder weltweit Erfolge feiern, nicht nur in Italien war das Lied das erfolgreichste des Jahres.                                                                                 |
| 14. Dezember 2001 – 20. Dezember 2001 1 Woche (insgesamt 3) | 3                                     | Robbie Williams & Nicole Kidman       | Somethin’ Stupid C. Carson Parks                                                                    | Mit einem Cover des ursprünglich von Frank und Nancy Sinatra bekannt gemachten Liedes gelangte der britische Sänger erstmals an die Spitze der italienischen Charts. Für die Schauspielerin Kidman war es der erste Erfolg als Sängerin. |
| 21. Dezember 2001 – 3. Januar 2002 2 Wochen | 2                                     | Anastacia                             | Paid My Dues Greg Lawson, Damon Sharpe, LaMenga Kafi, Anastacia                                     | Für die US-amerikanische Sängerin ist es der erste Nummer-eins-Hit in Italien. |

## Alben
| ← 2000 ← | Liste der Nummer-eins-Alben in Italien | Liste der Nummer-eins-Alben in Italien | Liste der Nummer-eins-Alben in Italien      | 2002 → |
| \| Zeitraum \| Wo. ges. \| Interpret \| Titel \| Zusätzliche Informationen \| \| (Zeitraum, Wochen auf Platz eins, Interpret, Titel, zusätzliche Informationen) \| \| \| \| \| \| ------------------------------------------------------------------------------ \| -------- \| -------------------- \| ------------------------------------------- \| -------------------------------------------------------------------------------------------------------------------------------------- \| \| 17. November 2000 – 18. Januar 2001 9 Wochen \| 9 \| The Beatles \| 1 \| – \| \| 19. Januar 2001 – 2. Februar 2001 2 Wochen \| 2 \| Francesco De Gregori \| Amore nel pomeriggio \| – \| \| 3. Februar 2001 – 1. März 2001 4 Wochen (insgesamt 7) \| 7 \| Adriano Celentano \| Esco di rado e parlo ancora meno \| – \| \| 2. März 2001 – 15. März 2001 2 Wochen \| 2 \| Gigi D’Alessio \| Il cammino dell’età \| Nach seiner Teilnahme am Sanremo-Festival 2001 konnte der neapolitanische Musiker zum ersten Mal die Spitze der Albumcharts erreichen. \| \| 16. März 2001 – 29. März 2001 2 Wochen (insgesamt 7) \| 7 \| Adriano Celentano \| Esco di rado e parlo ancora meno \| – \| \| 30. März 2001 – 5. April 2001 1 Woche \| 1 \| Bruce Springsteen \| Live in New York City \| – \| \| 6. April 2001 – 10. Mai 2001 5 Wochen (insgesamt 12) \| 12 \| Vasco Rossi \| Stupido hotel \| – \| \| 11. Mai 2001 – 24. Mai 2001 2 Wochen \| 2 \| R.E.M. \| Reveal \| – \| \| 25. Mai 2001 – 31. Mai 2001 1 Woche (insgesamt 12) \| 12 \| Vasco Rossi \| Stupido hotel \| – \| \| 1. Juni 2001 – 21. Juni 2001 3 Wochen \| 3 \| Manu Chao \| Proxima estación: esperanza \| – \| \| 22. Juni 2001 – 12. Juli 2001 3 Wochen \| 3 \| 883 \| 1 in più \| – \| \| 13. Juli 2001 – 26. Juli 2001 2 Wochen (insgesamt 12) \| 12 \| Vasco Rossi \| Stupido hotel \| – \| \| 27. Juli 2001 – 2. August 2001 1 Woche \| 1 \| Antonello Venditti \| Circo Massimo 2001 \| – \| \| 3. August 2001 – 30. August 2001 4 Wochen (insgesamt 12) \| 12 \| Vasco Rossi \| Stupido hotel \| – \| \| 31. August 2001 – 13. September 2001 2 Wochen \| 2 \| Jamiroquai \| A Funk Odissey \| – \| \| 14. September 2001 – 11. Oktober 2001 4 Wochen \| 4 \| Zucchero \| Shake \| – \| \| 12. Oktober 2001 – 25. Oktober 2001 2 Wochen (insgesamt 8) \| 8 \| Laura Pausini \| The Best of Laura Pausini – E ritorno da te \| – \| \| 26. Oktober 2001 – 1. November 2001 1 Woche \| 1 \| Luca Carboni \| Luca \| – \| \| 2. November 2001 – 8. November 2001 1 Woche (insgesamt 7) \| 7 \| Pink Floyd \| Echoes: The Best of Pink Floyd \| – \| \| 9. November 2001 – 15. November 2001 1 Woche \| 1 \| Renato Zero \| La curva dell’angelo \| – \| \| 16. November 2001 – 27. Dezember 2001 6 Wochen (insgesamt 7) \| 7 \| Pink Floyd \| Echoes: The Best of Pink Floyd \| – \| \| 28. Dezember 2001 – 10. Januar 2002 2 Wochen (insgesamt 8) \| 8 \| Laura Pausini \| The Best of Laura Pausini – E ritorno da te \| – \| |                                        |                                        |                                             | |
| ← 2000 |                                        |                                        |                                             | → 2002 → |
| Zeitraum | Wo. ges.                               | Interpret                              | Titel                                       | Zusätzliche Informationen |
| (Zeitraum, Wochen auf Platz eins, Interpret, Titel, zusätzliche Informationen) |                                        |                                        |                                             | |
| 17. November 2000 – 18. Januar 2001 9 Wochen | 9                                      | The Beatles                            | 1                                           | – |
| 19. Januar 2001 – 2. Februar 2001 2 Wochen | 2                                      | Francesco De Gregori                   | Amore nel pomeriggio                        | – |
| 3. Februar 2001 – 1. März 2001 4 Wochen (insgesamt 7) | 7                                      | Adriano Celentano                      | Esco di rado e parlo ancora meno            | – |
| 2. März 2001 – 15. März 2001 2 Wochen | 2                                      | Gigi D’Alessio                         | Il cammino dell’età                         | Nach seiner Teilnahme am Sanremo-Festival 2001 konnte der neapolitanische Musiker zum ersten Mal die Spitze der Albumcharts erreichen. |
| 16. März 2001 – 29. März 2001 2 Wochen (insgesamt 7) | 7                                      | Adriano Celentano                      | Esco di rado e parlo ancora meno            | – |
| 30. März 2001 – 5. April 2001 1 Woche | 1                                      | Bruce Springsteen                      | Live in New York City                       | – |
| 6. April 2001 – 10. Mai 2001 5 Wochen (insgesamt 12) | 12                                     | Vasco Rossi                            | Stupido hotel                               | – |
| 11. Mai 2001 – 24. Mai 2001 2 Wochen | 2                                      | R.E.M.                                 | Reveal                                      | – |
| 25. Mai 2001 – 31. Mai 2001 1 Woche (insgesamt 12) | 12                                     | Vasco Rossi                            | Stupido hotel                               | – |
| 1. Juni 2001 – 21. Juni 2001 3 Wochen | 3                                      | Manu Chao                              | Proxima estación: esperanza                 | – |
| 22. Juni 2001 – 12. Juli 2001 3 Wochen | 3                                      | 883                                    | 1 in più                                    | – |
| 13. Juli 2001 – 26. Juli 2001 2 Wochen (insgesamt 12) | 12                                     | Vasco Rossi                            | Stupido hotel                               | – |
| 27. Juli 2001 – 2. August 2001 1 Woche | 1                                      | Antonello Venditti                     | Circo Massimo 2001                          | – |
| 3. August 2001 – 30. August 2001 4 Wochen (insgesamt 12) | 12                                     | Vasco Rossi                            | Stupido hotel                               | – |
| 31. August 2001 – 13. September 2001 2 Wochen | 2                                      | Jamiroquai                             | A Funk Odissey                              | – |
| 14. September 2001 – 11. Oktober 2001 4 Wochen | 4                                      | Zucchero                               | Shake                                       | – |
| 12. Oktober 2001 – 25. Oktober 2001 2 Wochen (insgesamt 8) | 8                                      | Laura Pausini                          | The Best of Laura Pausini – E ritorno da te | – |
| 26. Oktober 2001 – 1. November 2001 1 Woche | 1                                      | Luca Carboni                           | Luca                                        | – |
| 2. November 2001 – 8. November 2001 1 Woche (insgesamt 7) | 7                                      | Pink Floyd                             | Echoes: The Best of Pink Floyd              | – |
| 9. November 2001 – 15. November 2001 1 Woche | 1                                      | Renato Zero                            | La curva dell’angelo                        | – |
| 16. November 2001 – 27. Dezember 2001 6 Wochen (insgesamt 7) | 7                                      | Pink Floyd                             | Echoes: The Best of Pink Floyd              | – |
| 28. Dezember 2001 – 10. Januar 2002 2 Wochen (insgesamt 8) | 8                                      | Laura Pausini                          | The Best of Laura Pausini – E ritorno da te | – |

## Jahreshitparaden
Aus der Jahreswertung der Singles sind nur die Top 3 bekannt.

| ← 2000 ← | Liste der Jahres-Nummer-eins-Hits in Italien | Liste der Jahres-Nummer-eins-Hits in Italien              | Liste der Jahres-Nummer-eins-Hits in Italien | 2002 →   |
| \| Singles \| Position# \| Alben \| \| ------------------------------------------------------------------------- \| --------- \| --------------------------------------------------------- \| \| Can’t Get You Out of My Head Kylie Minogue Cathy Dennis, Rob Davis \| 1 \| Stupido hotel Vasco Rossi \| \| Tre parole Valeria Rossi Liliana Richter, Valeria Rossi, Francesco Cabras \| 2 \| Esco di rado e parlo ancora meno Adriano Celentano \| \| Xdono Tiziano Ferro \| 3 \| Echoes: The Best of Pink Floyd Pink Floyd \| \| … \| 4 \| Shake Zucchero \| \| … \| 5 \| The Best of Laura Pausini – E ritorno da te Laura Pausini \| \| … \| 6 \| Stilelibero Eros Ramazzotti \| \| … \| 7 \| No Angel Dido \| \| … \| 8 \| Il cammino dell’età Gigi D’Alessio \| \| … \| 9 \| 1 The Beatles \| \| … \| 10 \| La curva dell’angelo Renato Zero \| |                                              |                                                           |                                              |          |
| ← 2000 |                                              |                                                           |                                              | → 2002 → |
| Singles | Position#                                    | Alben                                                     |                                              |          |
| Can’t Get You Out of My Head Kylie Minogue Cathy Dennis, Rob Davis | 1                                            | Stupido hotel Vasco Rossi                                 |                                              |          |
| Tre parole Valeria Rossi Liliana Richter, Valeria Rossi, Francesco Cabras | 2                                            | Esco di rado e parlo ancora meno Adriano Celentano        |                                              |          |
| Xdono Tiziano Ferro | 3                                            | Echoes: The Best of Pink Floyd Pink Floyd                 |                                              |          |
| … | 4                                            | Shake Zucchero                                            |                                              |          |
| … | 5                                            | The Best of Laura Pausini – E ritorno da te Laura Pausini |                                              |          |
| … | 6                                            | Stilelibero Eros Ramazzotti                               |                                              |          |
| … | 7                                            | No Angel Dido                                             |                                              |          |
| … | 8                                            | Il cammino dell’età Gigi D’Alessio                        |                                              |          |
| … | 9                                            | 1 The Beatles                                             |                                              |          |
| … | 10                                           | La curva dell’angelo Renato Zero                          |                                              |          |

## Belege
1. ↑  Andrea Laffranchi: Tricarico: la mia canzone con gli insulti alla maestra è un inno in difesa dei bambini. In: Corriere della Sera. RCS MediaGroup, 31. Dezember 2000, S. 37 (Archivartikel (Memento vom 11. Januar 2013 im Internet Archive) [abgerufen am 21. Mai 2016]).
2. ↑  Daniela Monti: «Sole, cuore, amore»: ecco il tormentone dell’estate. La canzone di Valeria Rossi impazza nelle radio, il ritornello si sente ovunque. «Ed è nato per caso». In: Corriere della Sera. RCS MediaGroup, 12. Juli 2001, S. 21 (Archivartikel (Memento vom 17. Oktober 2015 im Internet Archive) [abgerufen am 22. Mai 2016]).
3. ↑  Andrea Laffranchi: Nell’anno della crisi vince Vasco. In: Corriere della Sera. RCS MediaGroup, 8. Januar 2002, S. 32 (Archivartikel (Memento vom 11. September 2012 im Internet Archive) [abgerufen am 21. Mai 2016]).

Siehe auch: Nummer-eins-Hits 2001 in  Australien, Belgien, Dänemark, Deutschland, Finnland, Frankreich, Griechenland, Irland, Japan, Kanada, Neuseeland, den Niederlanden, Norwegen, Österreich, Polen, Portugal, Rumänien, Schweden, der Schweiz, Singapur, Spanien, Ungarn, den Vereinigten Staaten und im Vereinigten Königreich.